# Paul Frommer
Paul R. Frommer (pronuncia-se froʊmər) (Nova Iorque, 17 de setembro de 1943) é um professor de comunicações norte-americano na Universidade do Sul da Califórnia e consultor de linguística. É também ex-Vice-Presidente, Coordenador de Projetos Especiais, Strategic Planner, e escritor-pesquisador em Bentley Indústrias em Los Angeles, Califórnia.
De 2005 a 2008, atuou como diretor do Centro para a Gestão de Comunicação da USC Marshall School of Business.

## Juventude e educação
Frommer nasceu em Nova Iorque. Interessado em astronomia desde jovem, ele mudou de colégio importante de astrofísica de matemática, graduando da Universidade de Rochester, com um Bachelor of Arts e Matemática em 1965. Ele logo ensinou Inglês e Matemática, na Malásia, na língua malaia com o Peace Corps. Tinha estudado línguas mais cedo, mas esta experiência mudou seu foco para a linguística. Ele começou um programa de doutorado em linguística na Universidade of Southern California (USC). Durante o programa, ele ensinou Inglês no Irã por um ano em meados da década de 1970 e estudou persa. Ele obteve o seu mestrado e doutorado em Linguística na USC em 1981 sob Bernard Comrie, seu doutorado foi sobre aspectos da sintaxe e persa intitulada "Fenômenos pós-verbal no Pérsico Colloquial sintaxe".

## Trabalho
Frommer ensinou durante vários anos e, em seguida, mudou-se para negócios, tornando-se Vice-Presidente, Coordenador de Projetos Especiais, Plano Estratégico, e escritor-pesquisador nas Indústrias Bentley em Los Angeles. Em 1996, voltou a USC como um professor de comunicação da gestão clínica na Escola de Negócios Marshall. Em 1999, ele foi co-autor de um livro chamado Linguística Olhando Idiomas: um livro no Elementary Linguística. De 2005 a 2008, atuou como diretor do Centro de Gestão da Comunicação na Marshall School of Business .

### Avatar
Depois de uma busca por James Cameron, o escritor e diretor do filme Avatar 2009, Frommer foi escolhido para criar uma linguagem para os Na'vi (Língua na'vi), raça ficcional do filme estrangeiro de habitantes sencientes azul da lua Pandora. Ele diz que sua processo de criação começou com a linguagem fonética e fonológica: "O sistema de som tem que ser tudo pregado para baixo em primeiro lugar, de modo que haja coerência na língua". Cameron já tinha criado várias dezenas de palavras que quis incorporar o novo idioma. Isso deu a Frommer "um sentimento de que tipos de sons que ele tinha em mente". Cameron também disse que ele "queria que a língua a sonoridade agradável e atraente para o público". "Quando você cria uma linguagem, você experimentará a alegria de sons rolando em sua boca, a audição de sons incomuns, jogando com a sons e as propriedades estruturais da linguagem - é um processo que demorou cerca de seis meses para o básico ".
Frommer tomou decisões criativas, como o uso de consoantes como ejetivas e nasais velar que não ocorrem nas línguas ocidentais, enquanto omitindo comum alguns sons ocidentais como "b", "d" e "g". Ele colocou modificadores de verbo no  meio das palavras, em vez de no início ou no final delas. Cameron escreveu algumas canções para os personagens Na'vi. Ele então trabalhou pessoalmente com os atores que precisava falar a Na'vi linguagem no cinema e criado os arquivos MP3 para que eles usam para estudá-lo. As vozes dos atores não foram alteradas no filme, Cameron queria que os personagens Na'vi ter vozes humanas-som. Desde que o filme estreou, ele recebeu inúmeros e-mails de fãs com sugestões para a expansão do idioma e sites cresceram dedicada ao estudo e uso da língua.

### John Carter of Mars
Frommer está criando uma linguagem marciana para a Disney. O filme é John Carter of Mars.